# 日本映画製作者協会
日本映画製作者協会（にほんえいがせいさくしゃきょうかい）は、かつて存在した日本映画4社の業界団体である。

## 来歴・概要
1924年（大正13年）1月に設立された。構成する会社は日活、松竹、帝国キネマ、マキノキネマ（マキノ映画製作所）である。
1919年（大正8年）に日活の社員監督だった牧野省三が、日活の前身の1社である京都地区の横田商会以来の関係である横田永之助と「興行映画を製作しない」という条件のもと、日活の社員身分のまま「ミカド商会」を設立、同社は横田により翌年日活に吸収されたが、再度同様の条件で1921年（大正10年）に牧野教育映画製作所を設立したのが発端である。同社は自主配給を目指し、文部省の協力を得つつ、一般のエンタテイメント映画にシフトし、1923年（大正12年）6月1日、マキノ映画製作所に改組した。
その3か月後の同年9月1日に起きた関東大震災で浅草を中心に興行ラインが壊滅、作品がストップした。日本全国でも9月に作品を供給できたのはすでに作品を完成させていた松竹蒲田撮影所と関西の帝国キネマ（帝キネ）だけの5本きりであった。松竹は、蒲田から下加茂へと移転すべく建設を開始したが、その間の人員を牧野がマキノ映画製作所の「等持院撮影所」に受け入れた。
混乱に乗じた日活の横田が、松竹・帝国キネマといった大手他社によびかけ、マキノを中心とした独立プロ排撃の動きに出た。マキノはそれに対し、東京府下豊多摩郡淀橋町角筈成子坂下（現在の新宿区西新宿8丁目）の「成子不二館」をトップに公開するようコンバート、年内をしのぎ、さらに同年11月には「マキノキネマ株式会社」を設立、西陣に直営館マキノキネマをオープン、独自のチェーンを組み始めた。
この経緯を経て、翌1924年1月、日活・松竹・帝キネ・マキノの4社で、検閲の統一や配給制度の確立、引き抜き防止等を目的に本協会を設立した。
第二次世界大戦後、1945年（昭和20年）12月1日に、松竹、東宝、大映、朝日映画社、電通映画社、理研科学映画（理研グループ）、横浜シネマによって設立された任意団体「映画製作者連合会」（社団法人日本映画製作者連盟の前身）にその精神は受け継がれる。

## 註
1. ↑  『日本映画監督全集』（キネマ旬報社、1976年）の「牧野省三」の項（p.360-363）を参照。同項執筆は田中純一郎。
2. 1 2  立命館大学の「京都映像文化デジタル・アーカイヴ マキノ・プロジェクト」サイト内の「等持院撮影所」の記述を参照。